# Valentino Majstorović
Valentino Majstorović (Zagabria, 11 novembre 1995) è un calciatore croato, attaccante dell'HNK Gorica.

## Carriera

### Club
Cresciuto nel settore giovanile dell'Hrvatski Dragovoljac, ha esordito in prima squadra il 21 febbraio 2014 disputando l'incontro di Prva hrvatska nogometna liga perso 0-1 contro la Dinamo Zagabria.

### Nazionale
Ha giocato nelle nazionali giovanili croate Under-16 ed Under-17.

## Statistiche

### Presenze e reti nei club
Statistiche aggiornate al 14 marzo 2022.
| Stagione        | Squadra              | Campionato      | Campionato | Campionato | Coppe nazionali | Coppe nazionali | Coppe nazionali | Coppe continentali | Coppe continentali | Coppe continentali | Altre coppe | Altre coppe | Altre coppe | Totale | Totale |
| Stagione        | Squadra              | Comp            | Pres       | Reti       | Comp            | Pres            | Reti            | Comp               | Pres               | Reti               | Comp        | Pres        | Reti        | Pres   | Reti   |
| --------------- | -------------------- | --------------- | ---------- | ---------- | --------------- | --------------- | --------------- | ------------------ | ------------------ | ------------------ | ----------- | ----------- | ----------- | ------ | ------ |
| 2013-2014       | Hrvatski Dragovoljac | 1.HNL           | 1          | 0          | CC              | 0               | 0               |                    | -                  | -                  |             | -           | -           | 1      | 0      |
| 2014-2015       | Hrvatski Dragovoljac | 2.HNL           | 24         | 2          | CC              | 0               | 0               |                    | -                  | -                  |             | -           | -           | 24     | 2      |
| 2015-2016       | Hrvatski Dragovoljac | 2.HNL           | 24         | 0          | CC              | 0               | 0               |                    | -                  | -                  |             | -           | -           | 24     | 0      |
| 2016-2017       | Hrvatski Dragovoljac | 2.HNL           | 25         | 5          | CC              | 0               | 0               |                    | -                  | -                  |             | -           | -           | 25     | 5      |
| 2017-2018       | Hrvatski Dragovoljac | 2.HNL           | 30         | 11         | CC              | 0               | 0               |                    | -                  | -                  |             | -           | -           | 30     | 11     |
| 2018-2019       | Hrvatski Dragovoljac | 2.HNL           | 25         | 7          | CC              | 1               | 0               |                    | -                  | -                  |             | -           | -           | 26     | 7      |
| 2019-2020       | Hrvatski Dragovoljac | 2.HNL           | 6          | 2          | CC              | 0               | 0               |                    | -                  | -                  |             | -           | -           | 6      | 2      |
| 2020-2021       | Hrvatski Dragovoljac | 2.HNL           | 31         | 7          | CC              | 0               | 0               |                    | -                  | -                  |             | -           | -           | 31     | 7      |
| 2021-2022       | Hrvatski Dragovoljac | 1.HNL           | 25         | 4          | CC              | 0               | 0               |                    | -                  | -                  |             | -           | -           | 25     | 4      |
| Totale carriera | Totale carriera      | Totale carriera | 191        | 38         |                 | 1               | 0               |                    | -                  | -                  |             | -           | -           | 192    | 38     |

## Palmarès

### Club

#### Competizioni nazionali
- Druga hrvatska nogometna liga: 1

Hrvatski Dragovoljac: 2020-2021